# Кэдди (фильм, 1953)
«Кэдди» (англ. The Caddy) ― американский фильм-мюзикл 1953 года с дуэтом Мартина и Льюиса в главных ролях. Он известен своим хитом «That's Amore».

## Сюжет
Ожидается, что Харви Миллер, чей отец был известным профессионалом в гольфе, пойдет по его стопам, но Харви боится публики. Вместо этого, по совету своей невесты Лизы, Харви становится инструктором по гольфу. Брат Лизы Джо становится первым клиентом Харви и преуспевает в гольфе до такой степени, что готов начать играть в турнирах, а Харви сопровождает его в качестве кедди. Они сталкиваются с богатой светской львицей, которую Джо завоевывает.
У Джо начинается звездная болезнь и он начинает плохо относиться к Харви. Они начинают ссориться и устраивают беспорядки на турнире, поэтому Джо дисквалифицируют. Однако агент талантов становится свидетелем комичного зрелища и советует им заняться шоу-бизнесом.
Харви побеждает свой страх и они становятся успешными артистами. В конце Харви и Джо встречаются с другой комедийной командой Мартин и Льюис, которая выглядит точно так же, как они.

## В ролях
- Дин Мартин ― Джо Энтони
- Джерри Льюис ― Харви Миллер
- Донна Рид ― Кэти Тейлор
- Барбара Бейтс ― Лиза Энтони
- Джозеф Каллея ― Папа Энтони
- Фред Кларк ― мистер Бакстер
- Марджори Гейтсон — миссис Грейс Тейлор
- Клинтон Сандберг ― Чарльз
- Элейн Райли — купающаяся красавица (в титрах не указана)

## Производство
Съемки длились с 24 ноября 1952 года по 23 февраля 1953 года. Фильм был выпущен компанией Paramount Pictures 10 августа 1953 года.
8 января 1953 года производство было приостановлено на 23 дня, когда Льюис поступил в Седарс-Синайский медицинский центр с лихорадкой. Фильм стал для Мартина и Льюиса самым дорогим на сегодняшний день.

### Музыка
Партитура к фильму включает в себя хит «That's Amore», исполненный Дином Мартином. Песня была номинирована на премию Оскар за лучшую оригинальную песню.

## Прием
На Rotten Tomatoes фильм имеет рейтинг 83 % из 6 отзывов, со средним баллом 5,8/10.